# Partei Demokratische Alternative
Die Partei Demokratische Alternative (arabisch حزب البديل الديموقراطي, DMG Ḥizb al-badīl ad-dīmūqrāṭī,  französisch Parti Alternative Démocratique, PAD) ist eine politische Partei in Marokko, die von dem ehemaligen Mitglied der USFP, Tarik Kabbage, 2015 gegründet wurde und am 24. Juli 2015 ihre Zulassung erhielt.
Tarik Kabbage (arabisch طارق قبّاج oder القبّاج, DMG Tāriq Qabbāǧ) ist seit Juni 2009 Bürgermeister von Agadir, dort wird die PAD auch ihren vorläufigen Schwerpunkt haben.
Bei der PAD handelt es sich um eine Abspaltung der USFP (Sozialistische Union der Volkskräfte). Sie sieht sich als Auffangbecken all derer, die von der USFP enttäuscht sind.
Die konstituierende Sitzung des Generalsekretariates war für den 28. Juli 2015 vorgesehen. Damit wird die PAD nicht als solche bei den im September 2015 anstehenden Wahlen teilnehmen können, ihre Kandidaten werden sich als unabhängige Kandidaten zur Wahl stellen müssen.

## Positionen
Sie tritt für folgende Positionen ein:
- Stärkung der Schulpolitik quantitativ wie qualitativ als Voraussetzung des sozialen Aufstiegs, Demokratisierung der Schulbildung und Herstellung von Chancengleichheit
- Entwicklung des Arbeitsmarktes unter Steigerung der fachlichen Qualität der Beschäftigten
- Die Partei will Marokko aus dem derzeitigen Konservatismus herausführen.